# Ivan Ordets
Ivan Ordets, en ukrainien : Іван Миколайович Ордець, né le 8 juillet 1992 à Volnovakha en Ukraine, est un footballeur international ukrainien évoluant au poste de défenseur central.

## Biographie
Ordets marque son premier but avec l'Ukraine contre le Niger.

## Statistiques
| 22/05/14 | Stade Dynamo Lobanovski, Kiev | Niger    | 2-1 | Match amical |
| 18/11/14 | Stade olympique de Kiev       | Lituanie | 0-0 | Match amical |

## Palmarès
Chakhtar Donetsk
- Championnat d'Ukraine : 2017
- Coupe d'Ukraine  : 2017